# Крищенко Вадим Дмитрович
Вади́м Дми́трович Кри́щенко (нар. 1 квітня 1935, Житомир) — український поет-пісняр.З 1953 року живе в Києві, якому присвітив більше десятка пісень. Заслужений діяч мистецтв України (1995), народний артист України (2008), заслужений працівник культури (1985), член Національної спілки письменників України (1972), лауреат літературно-мистецьких премій імені Івана Нечуя-Левицького, імені Андрія Малишка, імені Дмитра Луценка «Осіннє золото», Богдана Хмельницького (2019), премія імені Володимира Сосюри (2021). Кавалер багатьох державних нагород — ордена Ярослава Мудрого V ступеня, повний кавалер ордена «За заслуги», ордена Трудового Червоного Прапора, найвищої київської відзнаки «Знак Пошани», найвищих нагород Української православної церкви — ордена Андрія Первозваного та ордена Святого Володимира,  найвищої відзнаки громадських організацій — Лицар Вітчизни та багатьох інших.
2024 визнано «Золотим письменником України» та нагороджено премією «Благовіст» Національної Спілки письменників України за збірку поезій про війну.

## Життєпис
Дитинство минуло на берегах річки Хомори у бабусі з дідусем у селі Глибочок Баранівського району.
Після повернення батька з фронту Крищенки оселилися в Житомирі. Батько працював директором середньої школи № 1 на Мальованці, а згодом — у школі № 23, яку й закінчив Вадим. У 2011 році в Житомирській міській гуманітарній гімназії 23 ім. М. Очерета було відкрито музей Вадима Крищенка. Коли йому виповнилося 14 років (навчався у сьомому класі), померла його мати. Її світлий образ і тема малої батьківщини проходять крізь всю творчість поета.
Писати вірші почав ще в школі. Великий вплив на його становлення як поета-пісняра справив Андрій Малишко.
1953 року переїхав в Київ і вступив до університету.Вчився на факультеті журналістики Київського університету, відвідував літературну студію, якою керував Юрій Мушкетик, а старостою був Василь Симоненко.

Згадує Вадим Крищенко: 
|  | «Один із перших своїх поетичних зошитів я віддав читати Андрію Малишку. По якомусь часові приходжу до нього і з хвилюванням запитую: «Андрію Самійловичу, ну як?.. У відповідь чую: «Твої вірші, Вадиме, як пісня». Я тоді подумав: «А це добре, чи погано?» Тільки через багато років по тому зрозумів, що великий Майстер, який сам прекрасно писав пісні, зумів розгледіти в поетові-початківцеві цю схильність до пісні». |

Після закінчення університету працював журналістом. 1963 року побачила світ перша збірка поезій «Тепла прорість». У наступні роки з'явилося ще більш як 50 поетичних збірок Вадима Крищенка, він автор понад 1000 пісень. Працював у співавторстві з такими композиторами, як Геннадій Татарченко, Олександр Злотник, Ігор Поклад, Олександр Морозов, Павло Дворський, Володимир Домшинський і багато інших.
Софія Ротару, Василь Зінкевич, Лілія Сандулеса, Іво Бобул, Квартет "Гетьман", Оксана Білозір, Іван Попович, Павло Дворський, Павло Зібров, Красовський Іван, Алла Попова, Ярослав Борута, Віталій і Світлана Білоножки, Сергій Басс, Ярослав Євдокимов, Віктор Шпортько, Іван Мацялко та багато інших українських співаків охоче включають до свого репертуару пісні Вадима Крищенка, стаючи разом із композиторами його співавторами. Неперевершеними виконавцями пісень поета були Дмитро Гнатюк, Назарій Яремчук і Раїса Кириченко. Його поезії у постійному репертуарі Героя України, Народного артиста України Анатолія Паламаренка.
Вадим Крищенко неодноразово ставав переможцем конкурсу сучасної української пісні «Пісенний вернісаж», який щорічно проводиться в Національному палаці «Україна».
Також впродовж тривалого часу працював відповідальним секретарем ВДНГ УРСР, авторству Вадима Крищенка належить 6 книжок про Виставку, створених впродовж 1964—1977 років, зокрема путівники 1964, 1967 та 1969 років.
У 2019 році у світ вийшла перша книга з трилогії про життя і творчість В. Д. Крищенка за авторством його арт-директора Інни Павленко «Вадим Крищенко. Постскриптум або Далі буде», до якої сам поет написав передмову.
2022 року світ побачила друга книга І.Павленко про митця "Вадим Крищенко: «Осінь, мене іще не клич…»
Наступного 2023 року з'явилася заключна книга трилогії Інни Павленко 'Вадим Крищенко. Магія слова' теж з передмовою поета.

## Доробок
Автор більш як 55 поетичних збірок, понад 1000 пісень.
Найвідоміші пісні: «Наливаймо, браття, кришталеві чаші», «Одна-єдина», «Хай щастить вам, люди добрі», «Родина», «Десять Господніх заповідей», «Молитва», «Хай береже усіх Господня сила», «Благослови», «Бути українцем», «Україна», «Україно, пам'ятай героїв», «Білі нарциси», «Берег любові», «Пізня зустріч», «Отчий край», «Лебеді кохання», «Українській армії слава і хвала», «Я — солдат».
Окремий цикл пісень поет присвятив рідному місту Києву, в якому мешкає більше 70 років: «Київ, Києве мій», «Благословенний Києве», «Київ — доля моя», «Київ і кияни», «Голосіївський вальс», «Голосіївська зоря», «Мій Шевченківський район» та інші.